# Deutsches Familienblatt
Deutsches Familienblatt war der Titel mehrerer unabhängig nacheinander herausgegebener Unterhaltungszeitschriften, von denen die ersten beiden vergleichbar waren mit der heute weitaus bekannteren Gartenlaube oder deren konservativer Konkurrenz Daheim (die sich im Untertitel ebenfalls „deutsches Familienblatt“ nannte).

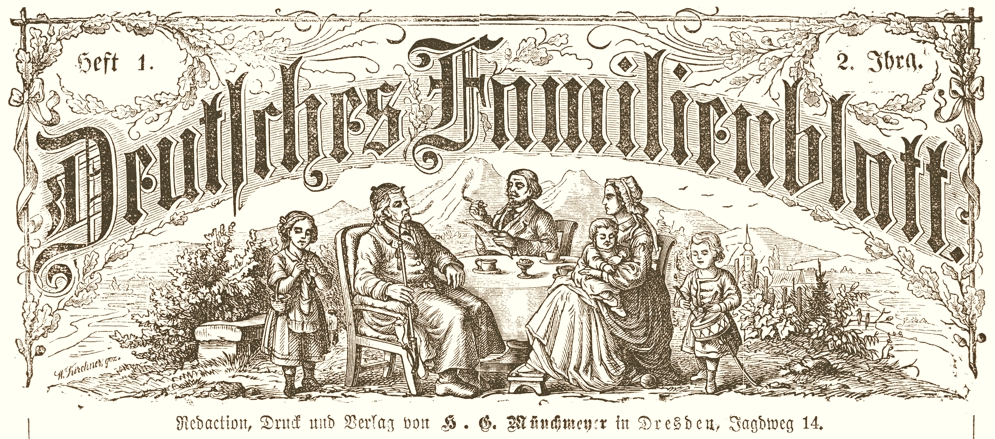
Titelvignette des Deutschen Familienblattes, September 1876

## Deutsches Familienblatt (Verlag von H. G. Münchmeyer, 1875–1877)
Vorläufer des ersten Deutschen Familienblattes war die vom Verlag von H. G. Münchmeyer in Dresden herausgegebene Zeitschrift Der Beobachter an der Elbe, die im Dezember 1873 erstmals erschien und seit 1874 von Karl May redigiert wurde; er regte eine Umbenennung an, um den überregionalen Charakter des im gesamten deutschen Sprachraum (unter verschiedenen Titeln) vertriebenen Blattes besser herauszustellen. Hierzu schrieb er in einer Werbeanzeige:

„Da unser Blatt eine ungeahnt rasche Verbreitung über alle Gaue Deutschlands gefunden hat und in Folge dessen der gegenwärtige Titel desselben sich als nicht mehr bezeichnend erweist, so sieht die Verlagshandlung sich veranlaßt, mit Beginn des nächsten Jahrganges dasselbe unter dem Namen ›Deutsches Familienblatt‹ erscheinen zu lassen.“

Die Erstausgabe des Deutschen Familienblattes erschien im September 1875 mit dem Untertitel: Wochenschrift für Geist und Gemüth zur Unterhaltung für Jedermann. Redakteur war bis Ende 1876 Karl May, der auch regelmäßig eigene Beiträge darin veröffentlichte, u. a. den Fortsetzungsroman Old Firehand. Auch die beiden bekanntesten (und letzten) Romane des Schriftstellers Friedrich Axmann erschienen in dieser Zeitschrift. Nachdem sich May Anfang 1877 mit Münchmeyer überworfen hatte und kurz darauf zwei wichtige Autoren des Blattes, Friedrich Axmann und Heinrich Goldmann, jung verstorben waren, stellte der Verlag im September 1877 das Erscheinen der Zeitschrift ein.

## Deutsches Familienblatt (Verlag von J. H. Schorer, 1880–1883)
Im Jahre 1880 griff der Berliner Verleger J. H. Schorer den inzwischen freigewordenen Zeitschriftennamen wieder auf und begründete damit eine neue Zeitschrift ähnlichen Inhalts wie ihr Namensvorgänger und für die gleiche Zielgruppe. Er untertitelte sie knapp mit: Eine illustrirte Zeitschrift (später kam mit der geänderten Rechtschreibung noch ein e in illustrirte hinzu). Herausgeber waren August von Eye und J. H. Schorer. 1883 wurde der Name in Schorers Familienblatt. Eine illustrierte Zeitschrift geändert. 1894 kaufte der Verlag Ernst Keils Nachfolger, der Herausgeber der Gartenlaube, die Rechte am Deutschen Familienblatt. Um die Abonnenten zu halten, erschienen noch einige weitere Nummern unter dem alten Namen (allerdings mit dem Zusatz: „vereinigt mit der Gartenlaube“), die aber inhaltlich identisch mit der Gartenlaube waren; noch im selben Jahr wurde das Erscheinen gänzlich eingestellt.
Zeitgenossen beschreiben Schorers Familienblatt als „eine der bekanntesten illustrierten Zeitschriften Norddeutschlands“ und als modernes Pendant zur Gartenlaube. Veröffentlicht wurde in Schorers Familienblatt vor allem Literatur, u. a. Romane und Erzählungen von Ilse Frapan, Julius Stinde, Sara Hutzler, Fritz Mauthner und Conrad Ferdinand Meyer.
Die Zeitschrift erschien in zwei Ausgaben, in einer Standardausführung im Quartformat und außerdem einer kleineren im Großoktavformat, die Salonausgabe genannt wurde.
Nach eigenen Angaben hatte Schorers Familienblatt 1884 75.000 Abonnenten; als die Zeitschrift 1894 eingestellt wurde, waren es noch 36.000.

## Deutsches Familienblatt (Verlag M. Wundermann & Co, 1886–1921)
Ab 1886 erschien eine wöchentliche Unterhaltungsbeilage unter dem gleichen Titel für zahlreiche deutsche Zeitungen, darunter: Kölner Gerichts-Zeitung, Düsseldorfer Gerichts-Zeitung, Casseler Stadt-Anzeiger, Allgemeine Rundschau (Nürnberg), Passauer Tagblatt u. v. a. Das Erscheinen der Beilage ist bis 1921 nachgewiesen.

## Deutsches Familienblatt (Verlag W. Vobach & Co, 1933–1943)
Eine nochmalige Renaissance erlebte der Zeitschriftentitel ab 1933, als er vom Leipziger Verlag W. Vobach & Co. für eine Illustrierte verwendet wurde. Diese Zeitschrift wurde im April 1943 mit drei weiteren Zeitschriften („Das Buch für Alle“, „Sport und Gesundheit“, „Mode und Heim“) zusammengelegt, ehe ihr Erscheinen Ende 1944 ganz eingestellt wurde.

## Sonstiger Gebrauch des Namens
Wie oben erwähnt, führte die Zeitschrift Daheim die Bezeichnung Deutsches Familienblatt als Untertitel. Auch mehrere andere Periodika führten einen solchen Untertitel, beispielsweise die deutschsprachige, von 1885 bis 1892 erscheinende, New Yorker Zeitschrift Deutscher Volksfreund., die von 1890 bis 1917(?) erscheinende Zeitungsbeilage All' Deutschland, die Österreichische Illustrierte Zeitung (von 1923 bis 1936) und die 1900 begründete Zeitschrift Welt und Haus.
Eine Zeitschrift mit ähnlicher Namensgebung war das im süddeutschen Sprachraum (einschl. Österreichs, der Schweiz und des Elsass) weitverbreitete und zeitweilig in einer sechsstelligen Auflage produzierte Neue deutsche Familienblatt (Verlag W. Kohlhammer, Stuttgart, ab 1882); die sonntäglich erscheinende Zeitschrift enthielt einen Wochenrückblick sowie Berichte über Kurioses und Erbauliches.